# Hell Rell
Durell Mohammed, lepiej znany jako Hell Rell – amerykański raper związany z grupą hip-hopową The Diplomats.

## Dyskografia

### Albumy studyjne
- 2007: For the Hell of It
- 2008: Black Mask And Gloves
- 2009: Get in Line or get Lined Up
- 2009: Hard as Hell

### Mixtape'y
- 2006: Streets Wanna Know
- 2006: DJ Trigga Presents: Hell on Earth
- 2006: New Gun In Town
- 2007: Eat With Me or Eat a Box of Bullets
- 2008: Top Gunna: The Ruga Edition
- 2009: Straight Outta Harlem (The Ultimate Uptown Collection)
- 2009: The Extermination: Return to the Grind
- 2010: Bullpen Therapy
- 2010: You need People like Me: The Return of the Black Mask
- 2011: The Black Cloud
- 2012: Not Guity
- 2013: Streets Wanna Know 2 - Valentines Day Massacre
- 2013: The Meyer Lansky Project
- 2014: Walking Brick
- 2015: O.N.Y.G.